# Godzianów (plaats)
Godzianów is een dorp in het Poolse woiwodschap Łódź, in het district Skierniewicki. De plaats maakt deel uit van de gemeente Godzianów en telt 921 inwoners.